# Phòng chuộc

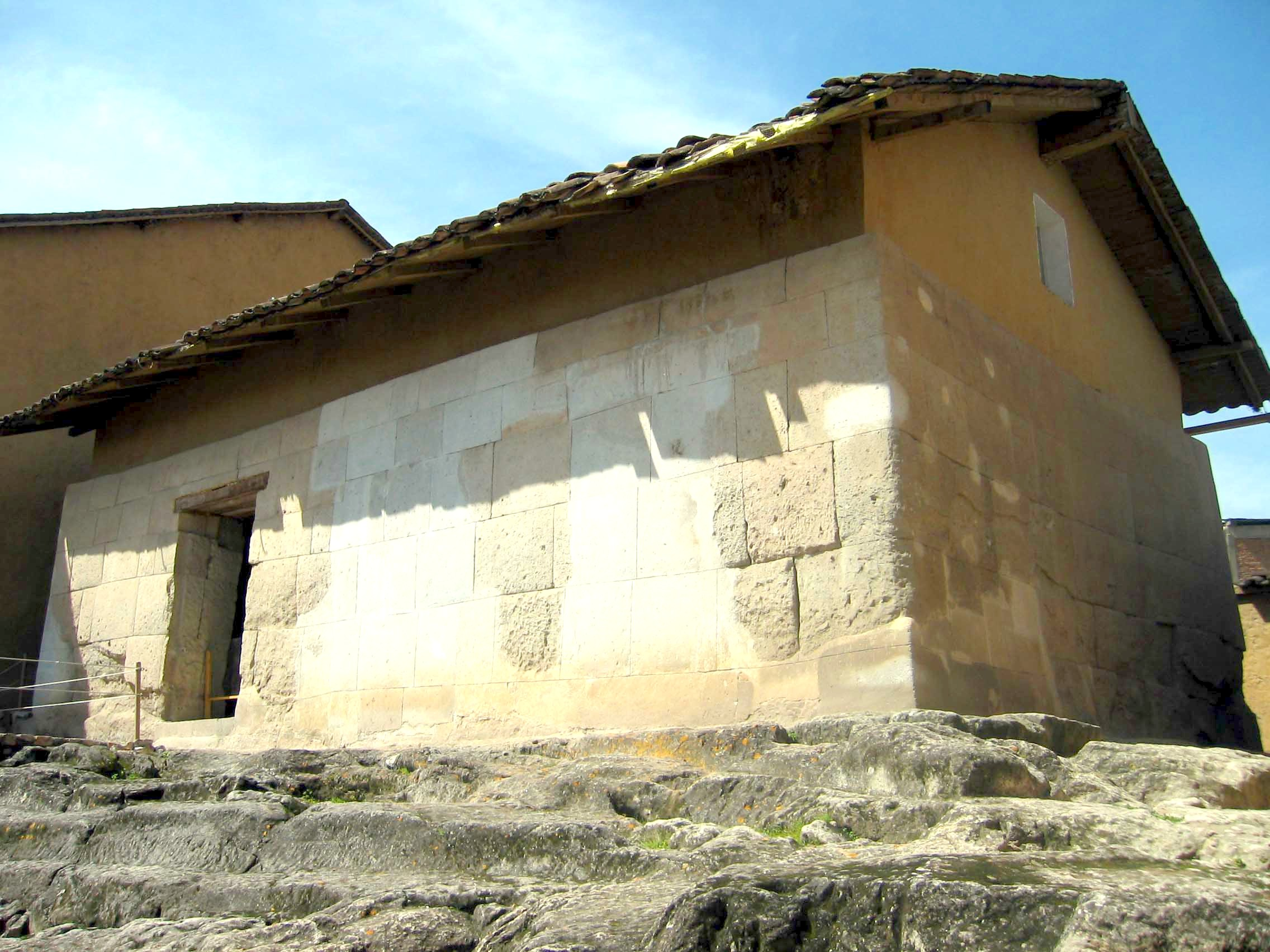
Phòng chuộc ở Cajamarca, Peru

Phòng chuộc (tiếng Tây Ban Nha: El Cuarto del Rescate) là một căn phòng ở Cajamarca, Peru.Nó được coi là nơi kết thúc Đế chế Inca với việc bắt giữ và hành quyết vị hoàng đế cuối cùng của Đế chế Inca Atahualpa. Năm 1532 Francisco Pizarro và 168 binh lính của ông đã gặp Atahualpa ở đây sau đi nhiều tuần từ Piura. Pizarro đến gặp mặt thủ lĩnh Inca, với một đoàn tùy tùng 168 người, yêu cầu phía Inca phải cải sang đạo Kitô. Atahualpa cầm quyển Kinh thánh và ném xuống sàn nhà, cùng với yêu sách của Tây Ban Nha như một lời thách đấu, thông qua một số người phiên dịch, Atahualpa khẳng định rằng ông không muốn hiểu những gì trong cuốn sách kia. Quân Tây Ban Nha đã tấn công đoàn tùy tùng của thủ lĩnh Inca và bắt sống Atahualpa.
Atahualpa đã ra giá chuộc tự do cho mình với người Tây Ban Nha bằng số vàng nhét đầy căn phòng đang giam giữ ông, cùng với hai lần số lượng bạc. Những người Inca đã đáp ứng đủ số của cải để chuộc, nhưng Pizarro đã bội ước những người Inca. Trong khi Atahualpa đang bị giam giữ thì Huascar đã bị ám sát. Những người Tây Ban Nha duy trì sự giam giữ Atahualpa như một sự cung cấp các đòi hỏi của họ; và cuối cùng, khi sự chu cấp cạn kiệt cũng là lúc người Tây Ban Nha kết thúc sự sống của Atahualpa, tháng 8 năm 1533.
Thực dân Tây Ban Nha đưa em trai của Atahualpa là Manco Inca Yupanqui lên ngôi Inca; Manco không thể hiểu được những âm mưu của Pizarro cũng như vai trò bù nhìn của mình nên thủ đô Cuzco rơi vào tay những người Tây Ban Nha năm 1536. Manco thất thủ và rút lui lên vùng núi của Vilcabamba, trong khi người kế vị và Manco kéo dài thêm được 36 năm, thì người Tây Ban Nha khuyến khích những người nổi dậy chống đối. Năm 1572 pháo đài cuối cùng của Inca, đang được nắm giữ bởi Túpac Amaru, con trai của Manco, bị phát hiện và người Tây Ban Nha đánh chiếm, nền văn minh Inca sụp đổ.